# Иодид магния
Иоди́д ма́гния (MgI2, магний йодистый) — химическое неорганическое вещество, бинарное соединение магния и иода. Представляет бесцветные кристаллы, очень гигроскопичные.

## Получение
Иодид магния получают взаимодействием оксида магния и йодистоводородной кислоты:
{\displaystyle {\mathsf {MgO+2HI\rightarrow MgI_{2}+H_{2}O}}}
или непосредственным взаимодействием элементов:
{\displaystyle {\mathsf {Mg+I_{2}\rightarrow MgI_{2}}}}

## Физические свойства
Иодид магния образует бесцветные кристаллы, очень гигроскопичные, гексагональная сингония, пространственная группа P 3m1, параметры ячейки a = 0,414 нм, c = 0,668 нм.
Хорошо растворяется в воде, спирте, эфире, аммиаке, метиловом спирте.
Из водных растворов кристаллизуется в виде октагигидрата MgI2·8Н2O (при температуре выше 43 °C — гексагидрат MgI2·6Н2O). Из аммиачных растворов кристаллизуется сольват MgI2·6NН3.
Молярная электропроводность равна 259,6 См·см²/моль.

## Химические свойства
На воздухе иодид магния темнеет из-за выделения иода:
{\displaystyle {\mathsf {2MgI_{2}+O_{2}\rightarrow 2MgO+2I_{2}}}}
Поэтому его хранят в водородной атмосфере.

## Токсичность
Иодид магния нетоксичен. Класс опасности — IV.